# Польовий (Ленінський район)
Польовий (рос. Полевой) — селище у Ленінському районі Волгоградської області Російської Федерації.
Населення становить 0 осіб. Входить до складу муніципального утворення Заплавненське сільське поселення.

## Історія
Селище розташоване у межах українського історичного та культурного регіону Жовтий Клин.
Згідно із законом від 14 лютого 2005 року № 1004-ОД органом місцевого самоврядування є Заплавненське сільське поселення.

## Населення
| 2010 |
| ---- |
| 0    |